# Charles H. Taylor

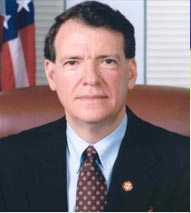
Charles H. Taylor

Charles Hart Taylor (* 23. Januar 1941 in Brevard, Transylvania County, North Carolina) ist ein US-amerikanischer Politiker. Zwischen 1991 und 2007 vertrat er den Bundesstaat North Carolina im US-Repräsentantenhaus.

## Werdegang
Charles Taylor besuchte die Brevard High School und war danach bis 1966 an der Wake Forest University in Winston-Salem, wo er unter anderem das Fach Jura studierte. Später wurde er in der Viehzucht tätig. Außerdem betreibt er einige Baumschulen im nordwestlichen North Carolina und geht Bankgeschäften nach. Politisch schloss sich Taylor der Republikanischen Partei an. Zwischen 1967 und 1973 war er Abgeordneter im Repräsentantenhaus von North Carolina und von 1973 bis 1975 gehörte er dem Staatssenat an. 1988 kandidierte er erfolglos für den Kongress. Bei den Wahlen des Jahres 1990 wurde Taylor dann im elften Wahlbezirk von North Carolina in das US-Repräsentantenhaus in Washington, D.C. gewählt, wo er am 3. Januar 1991 die Nachfolge von James M. Clarke antrat. Nach sieben Wiederwahlen konnte er bis zum 3. Januar 2007 acht Legislaturperioden im Kongress absolvieren.
Taylor galt als einer der konservativsten Abgeordneten seiner Zeit. Er war zeitweise Mitglied im einflussreichen Bewilligungsausschuss. Aufgrund seiner Tätigkeit als Vorstand der Blue Ridge Savings Bank in Asheville war Taylor einer der reichsten Kongressabgeordneten. Er war auch am Aufbau einer Bank im russischen Iwanowo beteiligt. Im September 2006 wurde ihm aufgrund seiner zahlreichen Geschäftsverbindungen von der Ethikorganisation Citizens for Responsibility and Ethics in Washington (CREW) Korruption vorgeworfen. Trotz dieser Vorwürfe wurden aber keine offiziellen Untersuchungen gegen ihn eingeleitet. In seine Zeit als Kongressabgeordneter fielen die Terroranschläge am 11. September 2001 und der Irakkrieg sowie der Militäreinsatz in Afghanistan.
2006 unterlag Taylor dem Demokraten Heath Shuler. In den folgenden Jahren setzte er seine umfangreichen geschäftlichen Tätigkeiten fort. Charles Taylor ist verheiratet und lebt in seinem Geburtsort Brevard.